# Даулетов, Абатбай Даулетович
Абатбай Даулетович Даулетов (20 сентября 1942, Кегейлийский район, Кара-Калпакская АССР, Узбекская ССР, СССР — 7 апреля 2015) — советский и узбекский филолог, академик Академии наук Республики Узбекистан (1995).

## Биография
В 1964 г. окончил Каракалпакский государственный педагогический институт, работал преподавателем того же института. По окончании Ленинградского государственного университета в 1972 г. защитил кандидатскую диссертацию, 1992 г. — докторскую на тему «Звуковой строй современного каракалпакского литературного языка».
В 1995 г. был избран членом Академии наук Республики Узбекистан.
Несколько десятилетий работал в Каракалпакском государственном университете в должностях доцента, заведующего кафедрой, декана факультета, профессора. Основные труды посвящены актуальным проблемам каракалпакского языковедения.
Под его руководством были подготовлены десятки кандидатов и докторов наук.
Заслуженный деятель науки Республики Каракалпакстан.